# Valady
Valady är en kommun i departementet Aveyron i regionen Occitanien i södra Frankrike. Kommunen ligger  i kantonen Marcillac-Vallon som ligger i arrondissementet Rodez. År 2022 hade Valady 1 617 invånare.

## Befolkningsutveckling
Antalet invånare i kommunen Valady
Referens: INSEE